# John Stevens (Eishockeyspieler)
John A. Stevens (* 4. Mai 1966 in Campbellton, New Brunswick) ist ein ehemaliger kanadischer Eishockeyverteidiger und derzeitiger -trainer. Er ist seit Juni 2022 als Assistenztrainer der Vegas Golden Knights aus der National Hockey League tätig und fungierte bereits als Cheftrainer der Philadelphia Flyers und der Los Angeles Kings.

## Karriere als Spieler
John Stevens wurde während des NHL Entry Draft 1984 in der dritten Runde als insgesamt 47. Spieler von den Philadelphia Flyers gewählt. Der talentierte Verteidiger begann seine Karriere als Eishockeyspieler 1983 bei den Oshawa Generals in der Ontario Hockey League. Insgesamt vier Jahre lang spielte er beim ehemaligen Farmteam der Flyers, den Hershey Bears in der American Hockey League. Mit den Hershey Bears gewann er 1988 zum ersten Mal den Calder Cup. Sein Debüt in der National Hockey League gab Stevens für die Philadelphia Flyers in der Saison 1986/87, in der er in sechs Einsätzen zwei Assists erreichte. Im Jahr 1990 wurde Stevens an die Hartford Whalers abgegeben, aber schon kurz darauf an deren Farmteam, die Springfield Indians weitergereicht. Mit den Indians gelang ihm zum zweiten Mal der Gewinn des Calder Cup. Nach der Auflösung der Indians blieb Stevens noch weitere zwei Jahre in Springfield und spielte für das Nachfolgerteam Springfield Falcons. In seinem letzten der insgesamt sechs Jahre in Springfield wurde Stevens 1996 in das AHL-All-Star-Team gewählt.
Im Jahr 1996 unterschrieb Stevens einen Vertrag bei den neugegründeten Philadelphia Phantoms, dem Farmteam seines Ex-Klubs Philadelphia Flyers. Als Kapitän führte er die Mannschaft 1998 zu ihrem ersten Calder-Cup-Gewinn.
Obwohl er in 834 Spielen der American Hockey League lediglich 21 Tore erzielte, schoss Stevens jeweils das erste Tor in der Geschichte der Springfield Falcons und der Philadelphia Phantoms.

## Karriere als Trainer
Aufgrund einer Augenverletzung musste Stevens 1999 seine Karriere beenden, blieb jedoch als Assistenztrainer bei den Philadelphia Phantoms. Nachdem Bill Barber zum Chefcoach der Flyers ernannt worden war, erhielt Stevens den Posten als zweiter Cheftrainer in der Geschichte der Phantoms. In seinen sechs Jahren als Phantoms-Trainer erreichte er mit seiner Mannschaft vier Mal die Playoffs und gewann 2005 mit dem Team den Calder Cup erstmals als Trainer, nachdem er bereits dreimal als Spieler den Titel gewonnen hatte. Nach der Saison 2005/06 wurde Stevens zum Assistenztrainer der Philadelphia Flyers ernannt. Nur wenig später, am 22. Oktober 2006, wurde er Ken Hitchcocks Nachfolger als Cheftrainer bei den Flyers. Am 26. Oktober 2006 gewann Stevens mit den Flyers durch einen 3:2-Sieg nach Overtime gegen die Atlanta Thrashers erstmals in der National Hockey League. Am 20. November gaben die Flyers bekannt, dass Stevens einen neuen Zweijahresvertrag bekommen solle.
In seiner ersten Saison bei den Flyers stellte er einen teaminternen Negativrekord mit zehn Niederlagen in Folge auf. Diesen stellte er mit seiner Mannschaft 2008 ein. Zudem musste Stevens mit seiner Mannschaft den größten Punktverlust von einer auf die andere Saison in der NHL-Geschichte hinnehmen. Nachdem sein Vorgänger noch 101 Punkte holen konnte, musste sich Stevens mit 56 Punkten begnügen.
Nachdem John Stevens mit seiner Mannschaft 2008 erst im Finale der Eastern-Conference-Playoffs den Pittsburgh Penguins unterlagen, wurde er von The Hockey News mit dem Coach of the Year-Award ausgezeichnet. Während der Saison 2009/10 wurde er bei den Flyers entlassen und durch Peter Laviolette ersetzt. Im Juni 2010 nahmen ihn die Los Angeles Kings als Assistenztrainer unter Vertrag. Im Dezember 2011 war Stevens nach der Entlassung von Terry Murray für drei NHL-Spiele als Interimstrainer der Los Angeles Kings tätig.
2012 ehrte ihn die American Hockey League für seine Verdienste als Spieler und Trainer mit der Aufnahme in die AHL Hall of Fame.
Nach insgesamt sieben Jahren als Assistenztrainer und der Entlassung von Darryl Sutter nach der Saison 2016/17 wurde Stevens im April 2017 fest als Cheftrainer der Kings engagiert. Diese Position hatte er allerdings nur etwas mehr als eine Saison inne, als er nach nur vier Siegen aus 13 Spielen zu Beginn der Spielzeit 2018/19 im November 2018 entlassen wurde. Seine Nachfolge trat Willie Desjardins an.
Zur Saison 2019/20 wurde er als neuer Assistenztrainer bei den Dallas Stars vorgestellt. Diese Funktion bekleidete er bis zum Ende der Spielzeit 2021/22. Wenig später verpflichteten ihn im Juni 2022 in gleicher Funktion die Vegas Golden Knights.

## Erfolge und Auszeichnungen

### Als Spieler
| - 1988 Calder-Cup-Gewinn mit den Hershey Bears - 1991 Calder-Cup-Gewinn mit den Springfield Indians - 1996 Teilnahme am AHL All-Star Classic | - 1997 Teilnahme am AHL All-Star Classic - 1998 Calder-Cup-Gewinn mit den Philadelphia Phantoms |

### Als Trainer
- 2005 Calder-Cup-Gewinn mit den Philadelphia Phantoms
- 2008 The Hockey News Coach of the Year

## Rekorde
- 1994 Erstes Tor in der Geschichte der Springfield Falcons
- 1996 Erstes Tor in der Geschichte der Philadelphia Phantoms
- 2006 Die meisten Niederlagen in Folge (10) in der Geschichte der Philadelphia Flyers (als Trainer)
- 2007 Größter Punktverlust in der NHL-Geschichte (von 101 Punkten 2005/2006 auf 56 Punkte 2006/2007) (als Trainer)
- 2008 Erneut 10 Niederlagen in Folge mit den Philadelphia Flyers (als Trainer)